# 野宮有
野宮 有（のみや ゆう）は、日本の小説家、漫画原作者。

## 概要
福岡県豊前市出身。携帯小説全盛の時代に流行にあやかろうと執筆活動を始めた。2018年の第25回電撃小説大賞で投稿作『シルバー・ブレット -SILVER BULLET-』が選考委員奨励賞を受賞し、翌年に同作を改題・改稿した『マッド・バレット・アンダーグラウンド』でデビューした。
2023年、『魔法少女と麻薬戦争』で少年ジャンプ+ × note 原作大賞の大賞を受賞。2025年、『殺し屋の営業術』で第71回江戸川乱歩賞を受賞。
学生時代に特に影響を受けた作家として、乙一、東山彰良、朝井リョウなどの名前を挙げているほか、影響を受けたライトノベルとして成田良悟の『バッカーノ!』を挙げている。また、大学生の頃から深夜ラジオ番組が好きで週に多い時は10番組ほど聞いていると話している。

## 作品リスト

### 小説

#### マッド・バレット・アンダーグラウンド
イラスト: マシマサキ、電撃文庫、全4巻
- マッド・バレット・アンダーグラウンド（2019年4月10日、ISBN 978-4-049-12333-3）
- マッド・バレット・アンダーグラウンドII（2019年8月10日、ISBN 978-4-049-12608-2）
- マッド・バレット・アンダーグラウンドIII（2020年1月10日、ISBN 978-4-049-12905-2）
- マッド・バレット・アンダーグラウンドIV（2020年6月10日、ISBN 978-4-049-13207-6）

#### 嘘と詐欺と異能学園
イラスト: kakao、電撃文庫、全3巻
- 嘘と詐欺と異能学園（2021年7月9日、ISBN 978-4-049-13678-4）
- 嘘と詐欺と異能学園2（2021年12月10日、ISBN 978-4-049-14146-7）
- 嘘と詐欺と異能学園3（2022年7月8日、ISBN 978-4-049-14457-4）

#### その他の小説
- 愛に殺された僕たちは（メディアワークス文庫、2020年10月24日 ISBN 978-4-049-13462-9）[9]
- わたしの家族飼育日記（peep Books〈電子書籍〉、2023年4月7日、全3巻） - チャットノベル
- ミステリ作家拝島礼一に捧げる模倣殺人（メディアワークス文庫、2023年9月25日 ISBN 978-4-049-15111-4）[10]
- どうせ、この夏は終わる（イラスト: びねつ、電撃文庫、2023年12月8日 ISBN 978-4-049-15129-9）[11]
- きみが死んだ八月のこと（メディアワークス文庫、2025年7月25日 ISBN 978-4-04-916498-5）

### 漫画原作
- わたしの家族飼育日記（漫画：かざあな、ぶんか社『comic ヤミツキ』2022年1月 - 2024年11月）
- わたしの家族飼育日記（絵：レグジェ / MUGEN FACTORY、制作：taskey STUDIO、taskey 2022年7月 - 2023年7月） - ウェブトゥーン
- ぼくらの死体解体クラブ（作画：玄田げんた、ファンギルド〈コミックアウル〉、2024年7月 - 2025年5月）
- 魔法少女と麻薬戦争（作画：メイジメロウ、集英社『少年ジャンプ+』、2025年5月 - ）